# Stenocodia purpurascens
Stenocodia purpurascens är en fjärilsart som beskrevs av George Francis Hampson 1910. Stenocodia purpurascens ingår i släktet Stenocodia och familjen nattflyn. Inga underarter finns listade i Catalogue of Life.